# A Washington Huskies baseballcsapata
A Washington Huskies baseballcsapata a Pac-12 Conference tagjaként az NCAA I-es divíziójában képviseli a Washingtoni Egyetemet. A csapat otthona a Husky Baseballstadion.

## Története
A baseballcsapat 1901-ben alakult meg, és 1915-ig konferenciafüggetlen volt. Az 1901-es szezonban vezetőedzőjük Fred Schlock volt. 1902-ben nem állt össze a csapat; következő mérkőzésüket 1903-ban játszották. 1923 előtt a vezetőedzők maximum két szezont töltöttek el a csapatnál; az egyetlen kivétel Bill Brinker, aki a pozíciót négyszer is betöltötte (összesen hét szezonban). Brinker edzői karrierje mellett baseballjátékos is volt.

### Pacific Coast Conference
A csapat az 1916-os szezonban a Pacific Coast Conference tagja lett. 1917-ben az első világháború miatt elmaradtak a mérkőzések, 1918-ban pedig függetlenként játszottak; a konferenciabeli játékok 1919-ben tértek vissza. A csapat 1919-ben és 1922-ben is megnyerte a konferenciabajnokságot.
Az 1923 és 1946 között Tubby Graves töltötte be a vezetőedzői pozíciót; az első tíz szezonban a Huskies hétszer is elnyerte a Pac-10 North divíziójának bajnoki címét. Az 1930-as évektől használt, majd az 1960-as években annak kiváltására létesített sportpályát is Gravesről nevezték el.
1959-ben Dale Parker edzősége alatt a csapat részt vehetett első NCAA-tornáján.

### Pac-12 Conference
A játékosoknak nyújtott szabálytalan támogatásokat követően 1959. július 1-jén a PCC feloszlott; ezt követően több korábbi résztvevő megalapította az Athletic Association of Western Universitiest.
A csapat 1981-ben divízióbajnoki címet szerzett, 1985-ben, majd az azt követő öt szezonban megszerezte a Pac-10 North divízió bajnokságán való részvétel jogát.
Az 1998-as szezonra megnyílt a Graves Sportpálya kiváltására épült Husky Baseballstadion.

## Létesítmények

### Graves Sportpálya
Egy 1931-es forrás a létesítményt név nélkül említi, azonban 1936-tól már Graves Sportpályaként hivatkoznak rá. A pálya a Hec Edmundson Arénától északra, a mai Graves Sportpályától keletre helyezkedett el. létesítmény amerikaifutball-mérkőzéseknek és a Whitworth Egyetem sportegyesületének (Whitworth Pirates) is otthont adott.
Az 1960-as évek végén a campus északkeleti részén új baseballpályát építettek, amely hamarosan a csapat elsődleges létesítménye lett. Az 1973-ban felújított pályát a csapat 1997-ig használta.

### Husky Baseballstadion
Az 1998-ban megnyílt létesítményben a Huskies először az év február 27-én lépett pályára a Gonzaga Bulldogs ellen. A lelátók 2014 márciusára készültek el.
A 2200 férőhelyes fedett lelátót magában foglaló, húsz millió dolláros bővítés megvalósítása 2011 júliusának végén kezdődött. A sajtópáholyt és öltözőket is magában foglaló építmény tervezője az SRG Partnership, kivitelezője pedig a Bayley Construction volt.

### Más helyszínek
A Graves Sportpálya 1973-as felújításakor a csapat mérkőzéseit az 1979-ben lebontott Sick Stadionban játszotta. Egyes játékoknak a 2000-ben lebontott Kingdome adott otthont. 2007 óta szezononként egy konferenciabeli mérkőzés a T-Mobile Parkban zajlik.

## Vezetőedzők
| Edző               | Aktív évek                   | Eredmény     |
| ------------------ | ---------------------------- | ------------ |
| Fred Schock        | 1901                         | 4–6          |
| F. W. Knight       | 1903                         | 8–5          |
| Jim Thorpe         | 1904–05                      | 10–11–1      |
| Bill Brinker       | 1906 1909–10 1915–16 1918–19 | 59–28        |
| Loren Grinstead    | 1907                         | 7–6          |
| William Dehn       | 1908                         | 10–12        |
| Bill Hurley        | 1911–12                      | 14–15        |
| James Clark        | 1913                         | 5–7–1        |
| George Ingle       | 1914                         | 5–3          |
| Stub Allison       | 1920–21                      | 15–8–1       |
| Robert L. Matthews | 1922                         | 15–3         |
| Tubby Graves       | 1923–46                      | 234–131–4    |
| Art McLarney       | 1947–49                      | 23–23        |
| Warren Tappin      | 1950–53                      | 41–37–2      |
| Bill Marx          | 1954–55                      | 36–21        |
| Joe Budnick        | 1956                         | 5–6          |
| Dale Parker        | 1957–60                      | 73–48        |
| Carmen Mauro       | 1961–63                      | 29–45–1      |
| Ken Lehman         | 1964–71                      | 96–177       |
| Bubba Morton       | 1972–76                      | 48–101       |
| Bob MacDonald      | 1977–92                      | 423–320–7    |
| Ken Knutson        | 1993–2009                    | 584–399–2    |
| Lindsay Meggs      | 2010–                        | 230–213–1    |
| Összesen:          | –                            | 1933–1623–19 |

## Konferenciatagságok
- Független (1901–1915, 1918–1944)
- Pacific Coast Conference (1916–1917, 1945–1959)
- Pac-12 Conference (1960–)
  - Athletic Association of Western Universities (1960–1966)
  - Pacific-8 (1967–1978)
  - Pacific-10 (1979–2011)
  - Pac-12 Conference (2012–)

## Eredmények szezononként
| Szezon | Vezetőedző                       | Eredmény                         | Eredmény                         | Helyezés                         | Továbbjutás                      |
| Szezon | Vezetőedző                       | Összesített                      | Konferencia                      | Helyezés                         | Továbbjutás                      |
| Konferenciafüggetlen (1901–1915)                                                                           | Konferenciafüggetlen (1901–1915) | Konferenciafüggetlen (1901–1915) | Konferenciafüggetlen (1901–1915) | Konferenciafüggetlen (1901–1915) | Konferenciafüggetlen (1901–1915) |
| --- | -------------------------------- | -------------------------------- | -------------------------------- | -------------------------------- | -------------------------------- |
| 1901 | Fred Schock                      | 4–6                              | –                                | –                                | –                                |
| 1902 | –                                | –                                | –                                | –                                | –                                |
| 1903 | F. W. Knight                     | 8–5                              | –                                | –                                | –                                |
| 1904 | Jim Thorpe                       | 2–8                              | –                                | –                                | –                                |
| 1905 | Jim Thorpe                       | 8–3–1                            | –                                | –                                | –                                |
| 1906 | Bill Brinker                     | 7–6                              | –                                | –                                | –                                |
| 1907 | Loren Grinstead                  | 7–6                              | –                                | –                                | –                                |
| 1908 | William Dehn                     | 10–12                            | –                                | –                                | –                                |
| 1909 | Bill Brinker                     | 14–6                             | –                                | –                                | –                                |
| 1910 | Bill Brinker                     | 16–6                             | –                                | –                                | –                                |
| 1911 | Bill Hurley                      | 9–11                             | –                                | –                                | –                                |
| 1912 | Bill Hurley                      | 5–4                              | –                                | –                                | –                                |
| 1913 | James Clark                      | 5–7–1                            | –                                | –                                | –                                |
| 1914 | George Ingle                     | 5–3                              | –                                | –                                | –                                |
| 1915 | Bill Brinker                     | 2–5                              | –                                | –                                | –                                |
| Eredmény:                                                                                                  | Eredmény:                        | 102–88–2                         | –                                | –                                | –                                |
| Pacific Coast Conference (1916–1959)                                                                       |                                  |                                  |                                  |                                  |                                  |
| 1916 | Bill Brinker                     | 4–5                              | 3–5                              | 4.                               | –                                |
| 1917 | –                                | –                                | –                                | –                                | –                                |
| 1918 | Bill Brinker                     | 6–0                              | –                                | –                                | –                                |
| 1919 | Bill Brinker                     | 10–0                             | 10–0                             | 1.                               | –                                |
| 1920 | Stub Allison                     | 8–4                              | 8–4                              | 2.                               | –                                |
| 1921 | Stub Allison                     | 7–4–1                            | 7–4–1                            | 3.                               | –                                |
| 1922 | Robert L. Matthews               | 15–3                             | 8–2                              | 1.                               | –                                |
| 1923 | Tubby Graves                     | 16–4                             | 8–1                              | 1.                               | –                                |
| 1924 | Tubby Graves                     | 15–6–1                           | 10–5–1                           | 2.                               | –                                |
| 1925 | Tubby Graves                     | 11–2                             | 8–2                              | 1.                               | –                                |
| 1926 | Tubby Graves                     | 8–3                              | 8–3                              | 1.                               | –                                |
| 1927 | Tubby Graves                     | 7–7                              | 5–4                              | 4.                               | –                                |
| 1928 | Tubby Graves                     | 6–4                              | 4–4                              | 4.                               | –                                |
| 1929 | Tubby Graves                     | 12–7                             | 9–6                              | 1.                               | –                                |
| 1930 | Tubby Graves                     | 10–3                             | 10–3                             | 1.                               | –                                |
| 1931 | Tubby Graves                     | 13–3                             | 13–3                             | 1.                               | –                                |
| 1932 | Tubby Graves                     | 15–4                             | 13–4                             | 1.                               | –                                |
| 1933 | Tubby Graves                     | 7–3                              | 3–3                              | T–2.                             | –                                |
| 1934 | Tubby Graves                     | 8–8                              | 6–8                              | 4.                               | –                                |
| 1935 | Tubby Graves                     | 13–13–1                          | 10–6                             | 2.                               | –                                |
| 1936 | Tubby Graves                     | 15–10                            | 9–7                              | T–2.                             | –                                |
| 1937 | Tubby Graves                     | 7–7                              | 7–7                              | 3.                               | –                                |
| 1938 | Tubby Graves                     | 7–15–1                           | 4–12                             | 5.                               | –                                |
| 1939 | Tubby Graves                     | 9–12                             | 6–10                             | 4.                               | –                                |
| 1940 | Tubby Graves                     | 7–13                             | 4–11                             | 5.                               | –                                |
| 1941 | Tubby Graves                     | 10–6                             | 10–6                             | 2.                               | –                                |
| 1942 | Tubby Graves                     | 8–8                              | 8–8                              | 2.                               | –                                |
| 1943 | Tubby Graves                     | 10–7                             | 8–7                              | 3.                               | –                                |
| 1944 | Tubby Graves                     | 5–5–1                            | –                                | –                                | –                                |
| 1945 | Tubby Graves                     | 4–9                              | 2–2                              | 2.                               | –                                |
| 1946 | Tubby Graves                     | 11–8                             | 8–8                              | 3.                               | –                                |
| 1947 | Art McLarney                     | 9–7                              | 9–7                              | 2.                               | –                                |
| 1948 | Art McLarney                     | 8–7                              | 8–7                              | 2.                               | –                                |
| 1949 | Art McLarney                     | 6–9                              | 6–9                              | 4.                               | –                                |
| 1950 | Warren Tappin                    | 9–6                              | 9–6                              | 2.                               | –                                |
| 1951 | Warren Tappin                    | 14–7–1                           | 10–6                             | T–2.                             | –                                |
| 1952 | Warren Tappin                    | 14–9                             | 10–6                             | T–1.                             | –                                |
| 1953 | Warren Tappin                    | 4–15–1                           | 1–11                             | 5.                               |                                  |
| 1954 | Bill Marx                        | 18–10                            | 10–6                             | T–2.                             | –                                |
| 1955 | Bill Marx                        | 18–11                            | 7–7                              | 4.                               | –                                |
| 1956 | Joe Budnick                      | 5–6                              | 5–4                              | 4.                               | –                                |
| 1957 | Dale Parker                      | 20–11                            | 8–8                              | 3.                               | –                                |
| 1958 | Dale Parker                      | 12–13                            | 3–10                             | 5.                               | –                                |
| 1959 | Dale Parker                      | 21–12                            | 9–3                              | 1.                               | NCAA                             |
| Eredmény:                                                                                                  | Eredmény:                        | 431–300–6                        | 291–232–2                        | –                                | –                                |
| AAWU (1960–1966)                                                                                           |                                  |                                  |                                  |                                  |                                  |
| 1960 | Dale Parker                      | 20–12                            | 7–8                              | 4.                               | –                                |
| 1961 | Carmen Mauro                     | 13–10–1                          | 4–8                              | 5.                               | –                                |
| 1962 | Carmen Mauro                     | 9–18                             | 3–13                             | 5.                               | –                                |
| 1963 | Carmen Mauro                     | 7–17                             | 3–11                             | 5.                               | –                                |
| 1964 | Ken Lehman                       | 12–14                            | 6–10                             | 4.                               | –                                |
| 1965 | Ken Lehman                       | 17–24                            | 3–15                             | 4.                               | –                                |
| 1966 | Ken Lehman                       | 20–16                            | 6–10                             | 3.                               |                                  |
| Eredmény:                                                                                                  | Eredmény:                        | 98–111–1                         | 32–75                            | –                                | –                                |
| Pacific-8 (1967–1978)                                                                                      |                                  |                                  |                                  |                                  |                                  |
| 1967 | Ken Lehman                       | 8–27                             | 1–13                             | 8.                               | –                                |
| 1968 | Ken Lehman                       | 15–26                            | 2–18                             | 8.                               | –                                |
| 1969 | Ken Lehman                       | 7–29                             | 1–20                             | 8.                               | –                                |
| 1970 | Ken Lehman                       | 8–22                             | 4–12                             | 4.                               | –                                |
| 1971 | Ken Lehman                       | 9–19                             | 1–14                             | 4.                               | –                                |
| 1972 | Bubba Morton                     | 13–18                            | 5–12                             | 3.                               | –                                |
| 1973 | Bubba Morton                     | 10–11                            | 7–11                             | 3.                               | –                                |
| 1974 | Bubba Morton                     | 10–28                            | 5–12                             | T–3.                             | –                                |
| 1975 | Bubba Morton                     | 8–17                             | 2–13                             | 4.                               | –                                |
| 1976 | Bubba Morton                     | 7–27                             | 2–16                             | 4.                               | –                                |
| 1977 | Bob MacDonald                    | 19–20–3                          | 6–12                             | 3.                               | –                                |
| 1978 | Bob MacDonald                    | 29–16–2                          | 5–12–1                           | 4.                               | –                                |
| Eredmény:                                                                                                  | Eredmény:                        | 150–260–5                        | 41–165–1                         | –                                | –                                |
| Pacific-10 (1979–2011)                                                                                     |                                  |                                  |                                  |                                  |                                  |
| 1979 | Bob MacDonald                    | 37–13                            | 11–5                             | 2.                               | –                                |
| 1980 | Bob MacDonald                    | 33–20                            | 6–9                              | 3.                               | –                                |
| 1981 | Bob MacDonald                    | 34–18–1                          | 12–6                             | 1.                               | –                                |
| 1982 | Bob MacDonald                    | 22–24                            | 10–14                            | T–4.                             | –                                |
| 1983 | Bob MacDonald                    | 25–16–1                          | 12–11                            | 3.                               | –                                |
| 1984 | Bob MacDonald                    | 16–27                            | 6–15                             | 7.                               | –                                |
| 1985 | Bob MacDonald                    | 36–12                            | 15–9                             | 2.                               | Pac-12 North                     |
| 1986 | Bob MacDonald                    | 25–23                            | 9–14                             | 6.                               | Pac-12 North                     |
| 1987 | Bob MacDonald                    | 21–20                            | 11–13                            | 5.                               | Pac-12 North                     |
| 1988 | Bob MacDonald                    | 17–28                            | 8–16                             | 6.                               | Pac-12 North                     |
| 1989 | Bob MacDonald                    | 13–20                            | 9–15                             | 6.                               | Pac-12 North                     |
| 1990 | Bob MacDonald                    | 30–19                            | 14–10                            | 3.                               | Pac-12 North                     |
| 1991 | Bob MacDonald                    | 27–23                            | 8–12                             | T–4.                             | Pac-12 North                     |
| 1992 | Bob MacDonald                    | 39–21                            | 20–10                            | 1.                               | NCAA                             |
| 1993 | Ken Knutson                      | 39–19                            | 22–8                             | 1.                               | –                                |
| 1994 | Ken Knutson                      | 46–18                            | 20–10                            | 2.                               | NCAA                             |
| 1995 | Ken Knutson                      | 24–30                            | 16–14                            | 2.                               | NCAA                             |
| 1996 | Ken Knutson                      | 30–28                            | 16–8                             | 1.                               | –                                |
| 1997 | Ken Knutson                      | 46–20                            | 20–4                             | 1.                               | NCAA                             |
| 1998 | Ken Knutson                      | 41–17                            | 17–7                             | 1.                               | NCAA                             |
| 1999 | Ken Knutson                      | 33–23                            | 12–12                            | T–5.                             | –                                |
| 2000 | Ken Knutson                      | 26–30                            | 7–17                             | 8.                               | –                                |
| 2001 | Ken Knutson                      | 29–23                            | 7–17                             | 8.                               | –                                |
| 2002 | Ken Knutson                      | 33–27–1                          | 15–9                             | T–3.                             | NCAA                             |
| 2003 | Ken Knutson                      | 42–18                            | 15–9                             | 3.                               | NCAA                             |
| 2004 | Ken Knutson                      | 39–20–1                          | 15–9                             | 2.                               | NCAA                             |
| 2005 | Ken Knutson                      | 33–22                            | 12–12                            | 6.                               | –                                |
| 2006 | Ken Knutson                      | 36–25                            | 11–13                            | T–5.                             | –                                |
| 2007 | Ken Knutson                      | 29–27                            | 11–13                            | 5.                               | –                                |
| 2008 | Ken Knutson                      | 33–22                            | 11–13                            | T–6.                             | –                                |
| 2009 | Ken Knutson                      | 25–30                            | 13–14                            | T–5.                             | –                                |
| 2010 | Lindsay Meggs                    | 28–28                            | 11–16                            | 9.                               | –                                |
| 2011 | Lindsay Meggs                    | 17–27                            | 6–21                             | 10.                              | –                                |
| Eredmény:                                                                                                  | Eredmény:                        | 1004–730–3                       | 408–385                          | –                                | –                                |
| Pac-12 (2012–)                                                                                             |                                  |                                  |                                  |                                  |                                  |
| 2012 | Lindsay Meggs                    | 29–25                            | 13–17                            | 7.                               | –                                |
| 2013 | Lindsay Meggs                    | 24–32                            | 15–15                            | T–6.                             | –                                |
| 2014 | Lindsay Meggs                    | 41–17–1                          | 21–9                             | 2.                               | NCAA                             |
| 2015 | Lindsay Meggs                    | 29–25                            | 14–16                            | 7.                               | –                                |
| 2016 | Lindsay Meggs                    | 33–23                            | 17–13                            | 2.                               | NCAA                             |
| 2017 | Lindsay Meggs                    | 28–26                            | 14–16                            | 7.                               | –                                |
| Eredmény:                                                                                                  | Eredmény:                        | 184–148–1                        | 94–86                            | –                                | –                                |
| Összesen:                                                                                                  | Összesen:                        | 1933–1623–19                     | –                                | –                                | –                                |
| Jelmagyarázat: Konferenciaszezon-bajnok Divíziószezon-bajnok Konferenciaszezon- és konferenciatorna-bajnok |                                  |                                  |                                  |                                  |                                  |

## MLB-játékosválogatók
A 2012-es és 2013-as MLB-válogatók alkalmával az alábbi játékosok kerültek be valamelyik profi csapatba:
| Év   | Játékos         | Csapat               | Kör |
| ---- | --------------- | -------------------- | --- |
| 2012 | Jacob Lamb      | Arizona Diamondbacks | 6.  |
| 2012 | Aaron West      | Houston Astros       | 17. |
| 2012 | Chase Anselment | Atlanta Braves       | 17. |
| 2012 | B. K. Santy     | Minnesota Twins      | 30. |
| 2013 | Austin Voth     | Washington Nationals | 5.  |
| 2013 | Tyler Kane      | Miami Marlins        | 38. |
| 2013 | Ty Afenir       | New York Yankees     | 39. |

## Nevezetes személyek
- Aaron Myette[37]
- Adam Cimber[38]
- Andrew Kittredge[39]
- Anthony Savage[2]
- Austin Voth[38]
- Bill Brinker[38]
- Bob Galer[40]
- Braden Bishop[41]
- Brent Lillibridge[42]
- Chet Johnson[38]
- Chris Magruder[38]
- Hal Lee[40]
- Hunky Shaw[38]
- Jake Lamb[43]
- Jeff Bringham[38]
- Kevin Stocker[38]
- Matt Hague[38]
- Max Soriano[44]
- Mike Blowers[45]
- Nick Hagadone[38]
- Rick Anderson[38]
- Rondin Johnson[38]
- Sammy White[38]
- Scott Brow[38]
- Sean White[46]
- Sean Spencer[47]
- Tim Lincecum[48]
- Tracy Baker[49]
- William B. Hutchinson[50]

## Visszavonultatott mezszámok
| Szám | Játékos      |
| ---- | ------------ |
| 14   | Tim Lincecum |

## Fordítás
- Ez a szócikk részben vagy egészben  a   Washington Huskies baseball című angol Wikipédia-szócikk ezen változatának fordításán alapul.  Az eredeti cikk szerkesztőit annak laptörténete sorolja fel. Ez a jelzés csupán a megfogalmazás eredetét és a szerzői jogokat jelzi, nem szolgál a cikkben szereplő információk forrásmegjelöléseként.